# 羅津級フリゲート
羅津級フリゲート(ナジンきゅうフリゲート、朝鮮語: 나진급 호위함、英: Najin class frigate）は、朝鮮人民軍海軍のフリゲートの艦級。

## 設計
設計に当たっては、ソビエト連邦海軍が1950年代初頭より1970年代にかけて運用していたコラ型フリゲート（42号警備艦）をもとにしており、基本的にはこれの船体を延長したものである。就役時には装備面もほぼ同等であったが、のちに69式 30mm連装機関砲およびSY-1 艦対艦ミサイルを装備することにより、近接防空火力および対水上火力についてはある程度の向上を見ている。
本級の搭載する砲熕兵器については、現在就役中の2隻の間で若干の差異があり、また1980年代を通じて数回の換装が行なわれたこともあって、やや情報が混乱しているのが現状である。
主砲となる100 mm単装砲は手動装填の旧式砲で、管制レーダーは搭載されていない。副砲の57 mm連装速射砲も同様で、特に57mm連装速射砲はオープントップ式の砲架のため、荒天時の操砲・照準には大きな制約を受ける。100 mm単装砲と57 mm連装速射砲は、艦体前部と後部に各1門搭載する。このほか、2-M-3 25 mm連装機関砲を6基搭載しており、対空目標や小型船艇への対処に用いられる。ただし、これも手動操砲である。
艦体中央には、4連装魚雷発射管を1基搭載していたが、改装の際に撤去し、69式 30mm連装機関砲2門とSY-1艦対艦ミサイル発射機2基に換装した。69式 30mm連装機関砲は、ソビエト連邦製のAK-230を中国がコピーしたもので、最初期のCIWSということができる。管制レーダーを1基装備しているため、他の砲熕兵器よりも高度に自動化された機関砲システムで、高速の攻撃機には対処できる。しかし対艦ミサイルに対処できるほどのものではなく、ソ連海軍や中国海軍においては発展型のAK-630に代替されて順次に退役している。SY-1は、有名なソ連製のP-15対艦ミサイルの中国版であり、P-15と共に朝鮮人民軍において広く配備されている。発射機はオーサ型ミサイル艇と同型の固定式で、艦体に平行に搭載されている。しかし前方に艦橋があるため、横風が強い時に発射した場合に艦橋を直撃する可能性が指摘されている。

## 運用
本級は、朝鮮民主主義人民共和国が自国建造したものとして、初めて排水量が1,000トンを上回ったものである。建造は羅津造船所で行なわれ、1番艦が1972年に進水した。2011年現在、2隻の存在が確認されており、北朝鮮の東西海岸に1隻ずつ配備されているといわれている。いずれも個艦名は不明。ソホ級フリゲートの登場までは北朝鮮海軍最大の艦船であった。
本級に続いて建造されたソホ級フリゲートが、未だに写真すら公開されていないのに対し、本級は比較的早くに写真が撮られ（但し、不鮮明で撮影時期も場所も不明なものが大半）、はっきりとした情報が日本にも流れて来ていた。1993年5月には、ノドン・ミサイルの発射実験を支援するためにトラル級コルベットとともに日本海に展開し、このときに海上自衛隊のP-3C対潜哨戒機によって写真を撮られている（上掲）。この写真は非常に鮮明で、本級の詳細な武装や配置が判明した。なお、このとき撮影されたのは531番艦であり、631番艦には未だに装備の差異など不鮮明な部分が多い。
2015年に朝鮮中央テレビで放送された映像によると、631番艦に改修が施された可能性が示唆されており、SY-1発射機は北朝鮮がロシアのKh-35をコピーした金星3対艦ミサイルの発射管に換装された可能性がある。後部は57mm連装機関砲のかわりにAK-230が装備され、更には9K38 イグラが近接防空ミサイルとして装備されている。船体には530mm魚雷の連装発射管が両舷に装備された様子も確認できる。
　

## 同型艦
| 艦番号 | 艦名 | 進水   | 就役   | 配備先   |
| ------ | ---- | ------ | ------ | -------- |
| 531    | 不明 | 1972年 | 1973年 | 東海艦隊 |
| 631    | 不明 | 1973年 | 1975年 | 西海艦隊 |